# 德拉姆波歷
德拉姆波歷（Dramborleg）是托爾金奇幻小說的虛構武器。
德拉姆波歷是圖爾（Tuor）所用的戰斧。圖爾離開中土大陸後，德拉姆波歷由圖爾的後裔保存，成為努曼諾爾（Númenor）的寶物。第二紀元末，努曼諾爾陸沉後，德拉姆波歷從此下落不明。